# Törst
La sed (Törst) es una película dramática de 1949 dirigida por Ingmar Bergman.

## Reparto
- Eva Henning (Rut)
- Birger Malmsten (Bertil)
- Birgit Tengroth (Viola)
- Hasse Ekman (Dr. Rosengren)
- Mimi Nelson (Valborg)
- Bengt Eklund (Raoul)
- Gaby Stenberg (Astrid)
- Naima Wifstrand (Srta. Henriksson)

- Datos: Q1188701